# Vocabolario dei dialetti salentini
Il Vocabolario dei dialetti salentini (Terra d'Otranto), noto anche con l'acronimo VDS, è un'opera del linguista tedesco Gerhard Rohlfs.
Si compone di quasi 1200 pagine e di tre volumi, pubblicati dall'Accademia bavarese delle scienze di Monaco di Baviera tra il 1956 e il 1961. 
L'opera fu diffusa in Italia grazie ad una ristampa anastatica promossa dall'editore Congedo di Galatina e patrocinata dall'Università di Lecce, e si avvalse della premessa di Carlo Prato e del filologo Mario D'Elia. Il primo volume raccoglie tutti i termini dialettali dalla lettera A alla M, il secondo ne costituisce la naturale prosecuzione, mentre l'ultimo è un supplemento che ha il dichiarato obiettivo di integrare e correggere errori di trascrizione. La novità principale dell'ultimo tomo è l'accoglimento di elementi greci, e non più esclusivamente latini. L'opera "segnò uno spartiacque nella storia della lessicografia dialettale". 
Le inchieste dialettali furono condotte con proverbiale rigore scientifico e metodologico nelle province di Lecce, Brindisi e Taranto che appartenevano in passato all'antica circoscrizione amministrativa della Terra d'Otranto. Il medesimo metodo di indagine fu seguito in 90 comuni del leccese, in 14 della provincia di Brindisi e in 16 della provincia di Taranto 
Ogni lemma è accompagnato da un perspicuo sistema di abbreviazione relativo alla località di attestazione (L sarà Lecce, come Lgp sarà Gallipoli). Nella stesura furono utilizzate ben 90 fonti scritte che videro luce in un arco temporale ampio (dal Medioevo sino alla seconda metà del secolo scorso) le quali sono in equilibrio con la copiosa documentazione scritta 